# 深城
深城（ふかしろ）は、千葉県市原市の有秋地区にある大字。郵便番号は299-0123。

## 概要
千葉県市原市の最西部にある有秋地区に位置する。かつて市原市役所有秋支所が置かれる前までは、姉崎地区の一部であった。

## 地理
北は有秋台東・有秋台西及び不入斗、東は立野、南は袖ケ浦市永吉、西は天羽田及び桜台と接する。

## 歴史

### 地名の由来
「泓場所（ふけしろ）」の転訛で湿地と言う意味から。

### 沿革
- 1874年 - 深城村起立（もともと不入斗村の枝郷）[7]。
- 1889年 - 町村制施行の伴い姉崎村など9村と合併し、鶴牧村の一部に[7]。
- 1891年 - 鶴牧村の町制施行に伴う町名変更で姉崎町の一部に[6]。
- 1963年5月1日 - 旧市原郡5町が合併して市原市が市制を施行するにあたり、姉崎地区の一部に[6]。
- 1989年10月1日 - 市原市役所有秋支所の設置に伴い市原市有秋地区の一部に[6]。

## 世帯数と人口
| 大字 | 世帯数  | 人口  |  |
| ---- | ------- | ----- |  |
| 深城 | 157世帯 | 309人 |  |

## 教育
| 大字 | 範囲 | 小学校               | 中学校             | 高等学校 |       |
| ---- | ---- | -------------------- | ------------------ | -------- | ----- |
| 深城 | 一部 | 市原市立有秋東小学校 | 市原市立有秋中学校 | 第9学区  | [ 9 ] |
| 深城 | 一部 | 市原市立有秋西小学校 | 市原市立有秋中学校 | 第9学区  | [ 9 ] |
| 深城 | 一部 | 市原市立有秋南小学校 | 市原市立有秋中学校 | 第9学区  | [ 9 ] |